# 358 TCN
358 TCN là một năm trong lịch La Mã.